# Grávido
Grávido é um Long Play (LP) do cantor e compositor brasileiro Luiz Gonzaga do Nascimento Júnior também conhecido como Gonzaguinha. Foi originalmente lançado em 1984 e depois, em 1997, relançado em CD.
Grávido é também o nome de uma música do álbum e que retrata a sensação de estar grávido: "Grávido/Porque será que um homem não pode/querer estar estando sempre ávido/por entender em si a semente/que ele vê na barriga/ daquela rapariga /que passa em estado interessante."
Este disco contém a música Lindo Lago do Amor que fez grande sucesso e foi regravada por diversos artistas como Tim Maia.

## Lista de faixas do LP
| N.º | Título                                      | Compositor(es)                    | Duração |  |
| 1.  | "Lindo Lago do Amor"                        | Luiz Gonzaga do Nascimento Júnior |         |  |
| 2.  | "Grávido"                                   | Luiz Gonzaga do Nascimento Júnior |         |  |
| 3.  | "Nem o pobre Nem o Rei"                     | Luiz Gonzaga do Nascimento Júnior |         |  |
| 4.  | "Rosa Povo"                                 | Luiz Gonzaga do Nascimento Júnior |         |  |
| 5.  | "Cabeça"                                    | Luiz Gonzaga do Nascimento Júnior |         |  |
| 6.  | "Meninos, eu vi (Gravidez)"                 | Luiz Gonzaga do Nascimento Júnior |         |  |
| 7.  | "Days after that day"                       | Luiz Gonzaga do Nascimento Júnior |         |  |
| 8.  | "Sonhos Brasis (Inconfidências)"            | Luiz Gonzaga do Nascimento Júnior |         |  |
| 9.  | "Nunca Pare De Sonhar (Sementes Do Amanhã)" | Luiz Gonzaga do Nascimento Júnior |         |  |
| 10. | "Lindo Lago Do Amor"                        | Luiz Gonzaga do Nascimento Júnior |         |  |